# 廣野町
廣野町（日语：／ Hirono machi */?）是位于福島縣濱通的一町。屬双葉郡。